# Hattïn
Hattïn är det tyska power metal-bandet Crystallions andra studioalbum, utgivet i maj 2008 på Dockyard 1 Records.
Skivan är ett konceptalbum som behandlar de medeltida korstågen och specifikt Slaget vid Hattin som ägde rum i juli 1187. 

## Låtlista
1. "The Ambush" – 1:56
2. "Wings of Thunder" – 5:28
3. "Vanishing Glory" – 7:45
4. "Under Siege" – 6:00
5. "The Battle - Onward" – 6:55
6. "The Battle - Higher than the Sky" – 8:26
7. "The Battle - Saracen Ascension" – 7:13
8. "Preach with an Iron Tongue" – 11:08

## Medverkande
Musiker
- Thomas Strübler – sång
- Patrick Juhász – gitarr
- Florian Ramsauer – gitarr
- Steven Hall – basgitarr
- Manuel Schallinger – keyboard
- Martin Herzinger – trummor

Bidragande musiker
- Otto Clemens – berättarröst
- René Berthiaume – orkestrering

Produktion
- Seref Alexander Badir – producent, mixning
- Steven Hall – producent, skivomslagskoncept
- Christoph Klatt – inspelningstekniker
- Alex Ross – inspelningstekniker
- René Berthiaume – mastering
- Ivo Klaus – omslagskonst
- Martin Herzinger – skivomslagskoncept, layout